# Don Diamond
Don Diamond est un acteur américain, né Donald Alan Diamond le 4 juin 1921 à Brooklyn, et mort le 19 juin 2011. Il est notamment connu pour avoir joué le rôle du caporal Reyes dans Zorro.

## Biographie
Son père est né en Russie et a servi dans l'armée américaine pendant la Première Guerre mondiale ; sa mère est née dans le New Jersey. Il a appris l'espagnol lorsqu'il était dans l'armée américaine dans le Sud-Ouest du pays. Il a figuré dans plus de 25 films et plus de cent séries télévisées.
Il est notamment connu pour avoir joué dans la série de Walt Disney Zorro. Il figure tout d'abord dans le 8e épisode de la saison 1 Événement tragique dans une apparition non créditée du lancier Ibarra. La production à la recherche d'un faire-valoir au sergent Garcia, lui fait passer un essai, et Don Diamond obtient le rôle récurrent du caporal Reyes qui forme avec Henry Calvin, qui incarne le sergent Garcia, un tandem comique comparable au duo Laurel et Hardy. Apparaissant à partir du 14e épisode de la saison 1 L'ombre d'un doute, il interprète le caporal dans cinquante épisodes.
Il parlait couramment l'espagnol et connaissait plus de 20 dialectes de tous les coins du monde. Il a été très demandé pour fournir sa voix à des personnages de dessins animés et peut être appelé « l'homme aux mille voix ». De sa famille, il a dit lui-même que « [son] épouse Louisa est professeur d'espagnol. Elle est du Mexique. » Ils étaient mariés depuis plus de trente ans et ont eu une fille, Roxanne, née en 1966.

## Filmographie partielle

### Cinéma
- 1950 : Poison blanc (Borderline) de William A. Seiter
- 1957 : L'Ultime chevauchée (Raiders of Old California) d'Albert C. Gannaway : Pepe
- 1960 : L'Histoire de Ruth (The Story of Ruth) de Henry Koster : Melzar, un sodat moabite
- 1963 : "L'Idole D'Acapulco"

("Fun in Acapulco") de Richard Thorpe : le serveur du restaurant de l'hôtel

### Télévision
- 1957-1961 : Zorro : Caporal Reyes
- 1962 : Les Incorruptibles (Saison 4 épisode 14. Le Spéculateur) : George Keeley
- 1966 : La grande vallée - (Saison 1 Épisode 29 "Le tunnel") : Border
- 1983 : Zorro et fils (épisode 2, Pour une poignée de pesos) : Un des passagers attaqués[4]
- 1985 : MacGyver (Saison 1, épisode 22. L'assassin sous contrat) : L'Archevêque